# Đurići (Herceg Novi)
Pour les articles homonymes, voir Đurići.
Đurići (en serbe cyrillique : Ђурићи) est un village du sud-ouest du Monténégro, dans la municipalité de Herceg Novi.

## Démographie

### Évolution historique de la population
| 1948 | 1953 | 1961 | 1971 | 1981 | 1991 | 2003 |
| ---- | ---- | ---- | ---- | ---- | ---- | ---- |
| 209  | 249  | 305  | 327  | 312  | 313  | 326  |